# Rocher Percé
Rocher Percé (englisch Percé Rock) ist eine Insel im Sankt-Lorenz-Golf an der Spitze der Gaspésie Halbinsel unweit der kleinen Hafenstadt Percé in der Provinz Québec, Kanada. Die Insel besteht aus einer großen monolithischen Felsformation, sie zählt zu den touristischen Attraktionen der Provinz Quebec.

## Beschreibung
Die Insel besteht aus Kalkstein mit Einschlüssen von Schluffstein und Sandstein. Durch Erosion hat die Brandung die steil aufragenden Felsformationen gebildet. Die Insel ist 443 m lang, 90 m breit und bis zu 88 m hoch. Markant und oft fotografiert ist das Felsentor über dem Wasser. Daher kommt auch der Name: „percé“ bedeutet durchstochen und bezieht sich auf das Loch in der Felswand. Bei Ebbe besteht die Möglichkeit, trockenen Fußes vom Festland zur Insel zu gehen.
Die Insel ist nicht bewohnt. Zusammen mit der größeren Nachbarinsel Île Bonaventure und dem umgebenden Meeresgebiet bildet sie den 13 km² großen Provinzpark Parc national de l’Île-Bonaventure-et-du-Rocher-Percé. Er ist vor allem ein Schutzgebiet für Vögel, eine Besonderheit ist eine große Basstölpelkolonie.

## Geschichte

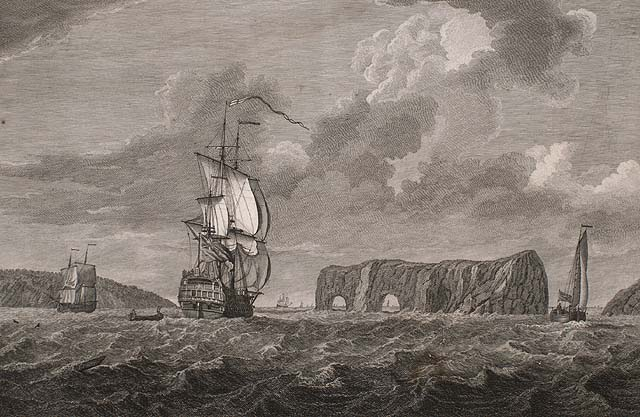
Bildunterschrift: „A view of the Pierced Island, a remarkable rock in the Gulf of St. Laurence—two leagues to the southward of Gaspée Bay“. Die zugrundeliegende Zeichnung stammt von Captain Hervey Smyth und entstand 1760, der Stich von Pierre Charles Cannot im Jahr 1768, 39,1 × 52,2 cm, McCord-Museum

Als der Entdecker Jacques Cartier im Jahr 1534 das erste Mal in die Gegend kam, berichtete er von der Insel und beschrieb sie mit drei Felstoren. Als der französische Entdecker Samuel de Champlain im Jahr 1603 im Gebiet des Sankt-Lorenz-Stroms war, gab es nur noch zwei Tore. Er hat der Insel auch den heutigen Namen gegeben. Wann der erst Bogen verschwand, ist nicht bekannt. Der zweite Bogen brach im Juni 1845 zusammen. Der frei stehende Felsturm, der sich an der südöstlichen Spitze der Insel befindet, ist ein Überbleibsel dieses Bogens.